# Amblychia sinibia
Amblychia sinibia är en fjärilsart som beskrevs av Eugen Wehrli 1938. Amblychia sinibia ingår i släktet Amblychia och familjen mätare. Inga underarter finns listade i Catalogue of Life.